# Dunk Mania
Dunk Mania (ダンクマニア?, Danku Mania) è un videogioco di pallacanestro per arcade edito dalla Namco nel 1995, funzionante sulla scheda madre Namco System 11.

## Modalità di gioco
Dunk Mania è una sfida due contro due di basket ove vengono seguite alla lettera le regole di tale disciplina sportiva. Poiché il titolo non è concesso in licenza dalla NBA, i nomi delle dieci selezionabili squadre correlate alle città degli Stati Uniti d'America sono fittizi.
I cestisti di ciascun team presentano individualmente le proprie abilità nelle schiacciate, nella difesa e nel tiro da tre punti (i parametri sono mostrati prima dell'inizio della partita). Il giocatore usa il joystick per muovere essi in ogni direzione all'interno del campo e due pulsanti, usati per far loro compiere azioni diverse; il primo per tirare e bloccare e il secondo per passare e rubare. Un terzo pulsante serve per cambiare compagno al momento del passaggio della palla. A differenza della serie NBA Jam di Midway, non ci sono spinte degli avversari o falli e non ci sono nemmeno quarti o tempi di gioco. Se il giocatore entro i 2 minuti di tempo a sua disposizione dovesse battere una squadra controllata dalla CPU, giocherà contro la successiva.
Infine, quando anche il nono e ultimo match viene superato, il giocatore accede ad una gara in solitaria di schiacciate con due tentativi detta "Dunk Contest"; dopodiché il gioco sarà concluso.

## Accoglienza
In Giappone, la rivista Game Machine elencò Dunk Mania nel numero del 1º luglio 1996 come la diciottesima unità arcade di maggior successo del mese.